# Compsomera fenestrata
Compsomera fenestrata är en skalbaggsart som först beskrevs av Gerstaecker 1855.  Compsomera fenestrata ingår i släktet Compsomera och familjen långhorningar.
Artens utbredningsområde är Kenya. Inga underarter finns listade i Catalogue of Life.